# إيمر تورة ملا
إيمر تورة ملا (بالفارسية: ایمر توره‌ملا) هي قرية تقع في غلستان في إيران. يقدر عدد سكانها بـ 771 نسمة .